# Witold Szalonek
Witold Józef Szalonek (Czechowice-Dziedzice, 1927. március 2. – Berlin, 2001. október 12.) lengyel zeneszerző és zenepedagógus volt.

## Élete

### Gyermekkora, tanulmányai
Szülővárosa, Czechowice-Dziedzice három kulturális régió – német, lengyel, cseh – határán fekszik. A család a két világháború közötti időszakban vitatott hovatartozású Zaolzie vidékről származott, de politikai okokból Łagiewnikiben (Alsó-sziléziai vajdaság) telepedtek le. Sanyarú gyermekkora volt a nácik által megszállt Lengyelországban. Édesapját egy náci munkatáborba internálták.
Első zenei leckéit otthon kapta. Olyan környezetben nőtt fel, amely egész művészi pályájára kihatással volt. Piekary Śląskie bazilikájának harangjai egész életére megragadták. Kialakította „saját łagiewniki” hangtájának eszméjét, amely egész művészetében megfigyelhető, különösen a berlini időszakában, amely a leginkább sziléziai. A gyermekkori harangok zenéje hatással volt arra is, ahogyan Szalonek Chopin muzsikáját értelmezte. A Chopin Társaság fórumainak egyikén előadást tartott arról, hogy a harangok szava olyan ősformának (archetípusnak) tekintendő, amely például Chopin zongoramuzsikájának is előképe
A háború kitörése miatt megtorpant a gyermek Witold zenei képzése. Hosszas erőfeszítések árán sikerült bekerülnie egy bizonyos Hanzel asszony magán zeneiskolájába Bytomban, így valamennyire kapcsolatban maradt a zenével, bár a zongoratudása nem sokat fejlődött. A következő lépés a katowicei zenei líceum volt, ahol 18 évesen a harmadik évfolyamra iratkozott be. Kemény munka következett: elméleti tudását is gyarapította és zongorát is tanult, Wanda Chmielowska keze alatt. Ebben az időszakban már érdekelte a komponálás is: Chopin hatása alatt megírta saját mazurkáját, az intézmény igazgatójának születésnapjára. 1949-ben letette az érettségi vizsgáit. Ezután a katowicei Állami Zeneművészeti Főiskolára ment, ahol másodévesnek vették fel, Wanda Chmielowska zongora osztályába. Az állandó küzdelem, hogy behozza a háború alatt elveszett időt és hogy tökéletesítse zongoratudását, oda vezetett, hogy megerőltette a kezét és ínhüvelygyulladást kapott a könyökében. Az, hogy lehetetlenné vált hangszeres tanulmányainak folytatása, örök nyomot hagyott benne. Felesége, Beata beszélt arról, hogy „Witold mindennek ellenére tett néhány próbát, és első zeneszerzői élménye után, (1951-ben, Władysław Markiewicz professzor biztatására, aki megmutatta neki a saját kompozícióit), Bolesław Woytowicznál folytatta a tanulmányait. A zeneszerző-zongoraművész-tanár sokoldalú képzettsége mély benyomást tett Witoldra. Amikor pedig azt mondta neki: »zeneszerző leszel, akár akarod, akár nem«, megerősítette abban, hogy jó úton jár, és segítette bepótolni a háború miatt elveszített öt évet. Keveset írt és állandóan cizellált, így a professzor nem sokat javított bele. De minden javasolt módosítás alatt mindkét kezével alá tudta írni a nevét.”
Woytowicznél diáktársa volt Wojciech Kilar. Bár művészi felfogásuk radikálisan különbözött, kölcsönösen inspirálták egymást. Megigéző volt Kilar vitalizmusa, Szalonek pedig harcos avantgárdista volt. Akárcsak az 50-es évek többi komponistáját, őket is a weberni konstruktivizmus, majd a szonorizmus érdekelte igazán. Következésképpen ők is az alkotás új útjait és eszközeit keresték. Kilar rajongott a lengyel és világirodalomért és költészetért, Szaloneket különösen foglalkoztatta Norwid művészete. Élete végéig ismételgette magában: „a művészet a szerelem egy formája” – a költő értelmezésében: a művészet mutatja fel a szerelmet az ember számára. Ez minden emberi tevékenység egyik legfőbb alapértéke, a vezérfonala minden forradalmi és szabadságtörekvésnek. Szalonek szerint az ember, a szabadság és a béke szeretete a három fő meghatározó tényezője az emberi lét lényegének, mivel csak a teljes béke teremt megfelelő körülményeket az ember teremtő géniuszának kibontakoztatásához. Az ember szeretetének jegyében ezért a békéért küzdött, küzd és fog mindig is küzdeni a művészet. Ez volt Szalonek vezérfonala az alkotásban, gondolatainak papírra vetésében, hogy a hangok által szóljon mindenkihez.
1956-ban kitüntetéssel diplomázott és ugyanabban az évben tagja lett a Lengyel Zeneszerzők Egyesületének. Rögtön bekapcsolódott a zenei élet szervezésébe. A saját elveinek megfelelő eseményeket szervezett rendszeresen az Egyesület katowicei körében. Ő indította útjára egyebek közt a „Śląskich Trybun Kompozytorów” (Zeneszerzők Sziléziai Fóruma), Górnośląski Festiwal Kameralistyki (Felső-sziléziai Kamarazenei Fesztivál), „Rainbow Music” (Szivárvány Muzsika) rendezvényeket. Rendszeresen jelentek meg írásai napilapokban és folyóiratokban (Trybuna Robotnicza”, „Dziennik Zachodni”, „Życie Bytomskie”) és a Lengyel Rádióban is népszerűsítette a kultúrát.
1962-63-ban Nadia Boulanger-nál tanult zeneszerzést Párizsban. Hogy ez milyen hatással lehetett a fiatal komponista fejlődésére, ahhoz idézzük felesége visszaemlékezéseit:

„Nadia Boulanger kurzusa nagyszerű tapasztalat volt, bár csak zenei elemzéseket végeztek együtt. A vele eltöltött foglalkozások jelentik az egyetlen maradandó emléket a párizsi epizódból – és persze a múzeumok, meg a barátság Michał Spisakkal és feleségével, Andreával. Ugyanis komoly anyagi nehézségekkel küzdöttek, mivel a minisztérium igen nehézkesen folyósította az ösztöndíjasainak azokat a szerény összegeket, nem egyszer szűkölködést okozva ezzel. Hát ilyenek voltak azok az idők!”

### Katowice
Diploma után Szalonek a katowicei Állami Zeneművészeti Főiskolán kezdett dolgozni tanársegédként. Ezzel párhuzamosan egyik szenvedélyével is foglalkozni tudott: két kórust is vezetett. A Hejnał együttest Łagiewnikiben, az Echo nevűt Chropaczewben, de kapcsolatban állt a Bytom Łagiewniki Nepomuki Szent János egyházközség Szent Cecília énekkarával is. Szépen emlékezett meg erről Ryszard Gabryś, Bytom Łagiewnikiben, a templomkertben tartott ünnepségen:

„Szalonek műveinek nagy része konkrét személy számára készült; nevük nem csupán az ajánlásban, hanem sokszor a darabok címében is szerepel. Ide tartozik a „Tres Hymni” Ad Honorem Domini Sancti Joanni Nepomuceni, melyet védőszentünkről, Nepomuki Szent Jánosról elnevezett templomunk fennállásának századik évfordulójára írt. 1995 szeptemberében fejezte be, és ajánlása „Az egyházközség papjának, Alfred Szkróbkának és a Szent Cecília énekkarnak” szól, mely énekkar nélkül ez a mű bizonyára nem jött volna létre, hiszen a kórustagok és a szoprán szólót éneklő Stefania Rak asszony felkérésére született.”

A komponistát a kórusokhoz nem csupán érzelmi szálak kötötték, ő maga is sokat köszönhetett nekik. A művek, amelyeket a számukra írt, fejlesztették kórusművészetét. E darabokban gyakran merített a lengyel népzenéből, jelentősen hozzájárulva Szilézia kultúrájához.
1967-ben docensi kinevezést kapott. Zeneszerzést, zeneanalízist, kompozíciós technikákat, partitúra olvasást és hangszerelést tanított. Már ebben az időben úgy ismerték, mint kiváló, hihetetlenül karizmatikus és inspiráló hatású tanárt, aki köré nézeteinek és alkotó művészetének számos követője csoportosult.
1970 és 1974 között a zeneelméleti és zeneszerzési tanszék vezetőjeként dolgozott. 1970-ben elnyerte a Német Akadémia csereösztöndíját, és egy évig Nyugat-Berlinben dolgozott. 1972-ben kinevezték a katowicei Zeneakadémia rektorának. Egy interjúban így beszélt erről:

„Ez itt egy nagyon kusza helyzet és én most nem szeretném kigubancolni. A helyzet az, hogy az enciklopédiákban (és nem csak a lengyelekben) az áll, hogy 1972-73-ban voltam a katowicei Zeneakadémia rektora. Valóban én voltam a kinevezett rektor, de azzal a feltétellel, hogy rektorhelyettessé a remek szervezőt, Dr. Karol Musiołt nevezzék ki. Azonban a kinevezése után leszóltak a Kulturális és Művészeti Minisztériumból, hogy ő nem fogadhatja el ezt pozíciót. Voltak tárgyalások, próbálták megmagyarázni nekem, de én végig ellenkeztem. Az enciklopédiák tévednek, mert az én portrém nem szerepel a Zeneakadémia rektorainak galériájában.”

### A berlini évek

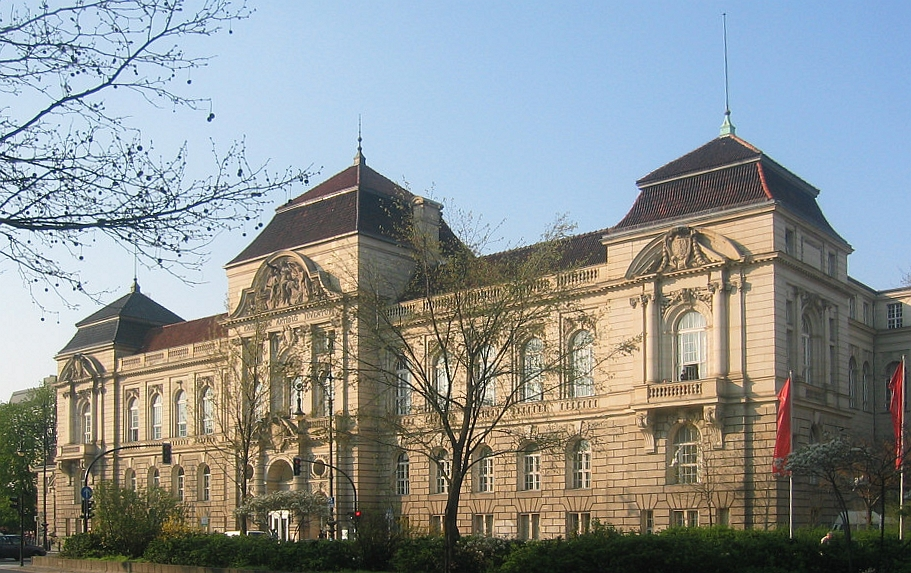
Az Universität der Künste Berlin Zeneművészeti fakultásának épülete

Miután Boris Blacher halálával 1973-ban megüresedett a berlini Hochschule der Künste zeneszerzés osztályának vezetői posztja, nemzetközi pályázatot írtak ki, és Szalonek a mintegy negyven pályázó között elnyerte ezt az állást.
A Berlinbe költözés kétségtelenül fontos mérföldkő volt a komponista életében. A kezdetek nagyon nehezek voltak: nehezen fogadták el, és ehhez még hozzájött a magányosság érzete az új zenei környezetben. Nem volt egyszerű zeneszerzőként érvényesülni a nyugati piacon. Ezek az összetett problémák nyomot hagytak a komponista művészetében is. Műveiben mindig hangsúlyozta nemzeti identitását és sziléziai eredetét. Amikor csak tehette, hazautazott Sziléziába, és évekig tanított mindkét intézményben, 1980-ban azonban lemondott a katowicei posztjáról. Gyakran beszélt erről interjúkban: „Kezdetben megpróbáltam összeegyeztetni a Hochschule der Künste professzori feladatait a katowicei Zeneakadémián ellátandókkal, de ez hosszú távon nem volt lehetséges. Ne érjen azonban szemrehányás, hogy nem erősítem az átmenetileg meggyengült kapcsolataimat az alma materemmel.”
Berlini időszaka alatt Szalonek kereste a lengyel zene elismertetésének lehetőségeit. A látszat ellenére a német környezetben alig ismerték a lengyel zenét, Chopin, Szymanowski és a Nyugaton alkotó Andrzej Panufnik, Roman Palester és Antoni Szałowski művészetétől eltekintve. Szalonek teljesen meglepődött, hogy teljesen ismeretlen Spisak, Malawski, Woytowicz vagy Szabelski munkássága. Hogy ezen a helyzeten változtasson, többszintű munkába fogott. Társalapítója volt 1982-ben Berlinben a Szymanowski Társaságnak, amelynek célja általánosságban a lengyel zene támogatása volt, fókuszban a legújabb művekkel.
Szalonek soha nem szakadt el a szülőhazájától. Évente többször utazott Lengyelországba, ez volt a hazája és itt voltak a barátai. Kihasználta a fesztiválok alkalmait, ahol bemutatták a műveit, és nagyon vágyott vissza a hőn szeretett Łagiewnikibe.
Művei számos fesztiválon szerepeltek, köztük a darmstadti Nyári Nemzetközi Új Zenei Kurzuson, a Nemzetközi Kortárs Zenei Társaság Zenei Világnapok rendezvényén, a „Varsói Ősz” fesztiválokon, a „Time of Music” fesztiválon a finnországi Viitasaariban, a Gulbenkian Music Festivalon Lisszabonban, az „Inventionen” műsorán Berlinben, illetve moszkvai és lwówi fesztiválokon.
Rövid lengyelországi hazatérésétől eltekintve Berlinben maradt. Ott is hunyt el 2001. október 12-én, csendesen, hosszú betegségével való elszánt küzdelme után. Rá nagyon jellemző humorérzékét és alkotókészségét mindvégig megőrizte. 

## Főbb díjai, elismerései
Witold Szalonek számos díjat és kitüntetést kapott, műveiért és munkásságáért. A fontosabbak:
- II. helyezés a Lengyel Zeneszerzők Egyesületének versenyén a Pastorale oboára és zongorára című művéért, 1952.
- Katowice városának Zenei Díja, 1964.
- III. helyezés az Artur Malawski Zeneszerzői Versenyen, a „Quattro monologhi per oboe solo” című kompozíciójáért, 1966.
- A Kulturális és Művészeti Minisztérium díja, 1967.
- II. helyezés az Artur Malawski Zeneszerzői Versenyen, a Mutazioni (Átváltozások) című kamarazenekari művéért, illetve III. hely a Proporzioni (Arányok) című, fuvolára, brácsára és hárfára írt darabjáért, 1968.
- Díszdoktori cím a münsteri Westfälische Wilhelms-Universitäten
- A Lengyel Zeneszerzők Egyesületének díja, 1994.
- „Kulturpreis Schlesien”-díj, melyet Alsó-Szászország kormánya alapított a sziléziai kötődésű német és lengyel művészek számára, Oldenburg, 1999.

2010-ben, halálának 9. évfordulóján Bytomban teret neveztek el róla, a Mieczysław Romanowski illetve a Cyryl és Metod utca kereszteződésében.

## Művészete
Witold Szalonek a háború utáni kortárs lengyel zene legvitatottabb és legszínesebb egyénisége volt. Korai művei a lengyel népzene modális jellegzetességeit őrzik, de Bartók hatását is tükrözik, mind a harmóniai nyelvezetükben, mind a formai felépítésükben. A végeredmény érzelemmel teli zene, terjedelmes, már-már könyörtelen rétegekkel, amelyek fullasztó és reménytelen hangulati intenzitást teremtenek, mint például a Nocturne baritonra, hárfára és vonószenekarra (1955), vagy a monumentális és technikailag virtuóz Cselló-zongora szonáta (1958), amely a komponista korai időszakának csúcspontja.

A kései 1950-es években Szalonek a lengyel szonorizmus textúra-orientált technikája felé fordult, amely külföldön főként kortársa, Penderecki műveiből volt ismert. Azonban, míg a többi lengyel zeneszerző elutasította a szonorizmust és általában a zenei modernizmust, Szalonek a zenei nyelv teljes megújhodásának a kezdeteit érezte meg benne. A modernizmus és a posztmodern irányzatok alapvető alternatíváját akarta megteremteni. Arra összpontosított, milyen összefüggésben vannak a zene formai és kifejezési tényezői a zenét „előállító” művész fizikai tevékenységével. Párhuzamokat talált az ausztrál és afrikai ősi zenei kultúrákban, ahol a struktúra és a beszéd kialakulása előtti kifejezési formák kapcsolata teljesen egyértelmű. Tanulmányozta a fafúvós hangszerek többszólamú megszólaltatásának lehetőségeit, és felfigyelt arra, hogy az oszcilláló fúvós hangok a húros hangszerek illúzióját keltik. „Szonorisztiká”nak nevezte el a saját megközelítését, és szemben az ortodox szonorizmussal, az egyes hangszerek szólóhangszeri lehetőségeinek intenzív kiaknázására fókuszált, gyakran alkalmazva a kibővített játéktechnika igen széles tartományait, hogy elérje a kívánt zenei hatást. Az 1960-as években ő volt az első zeneszerző, aki következetesen kihasználta ezeket a lehetőségeket, több évvel megelőzve Bruno Bartolozzi híres tanulmányát (New Sounds For Woodwind, 1967).
A kialakuló irányzat, amelynek az olyan művek a felejthetetlen példái, mint a Musica Concertante nagybőgőre és zenekarra (1977), vagy a szóló szaxofonra írt D.P. Five Goulish Dreams (D.P. öt hátborzongató álma, 1985), kísérteties intenzitású zenét eredményezett, amely ötvözte a sziléziai kultúra földi primitivizmusát a háború utáni lengyel érzékenység befelé forduló, tűnődő magatartásával, szembeállítva a pajkos, kaján humorral és az irónia sötét érzékével.
Sok Szalonek előadás idézett elő furcsa, teátrális atmoszférát az egyszerre komikus és rejtélyes halk hangokkal, a zenészek akcióival, akik akaratlanul is kommentálták magát a zenei élményt. A zeneszerző később a jóval ortodoxabb kompozíciós eljárások fokozatos újraegyesítésével alkotott, amely a kései művek olyan sorozatához vezetett, melyek némelyike a szerző növekvő elmélyülését mutatja a szellemi gyökereit jelentő sziléziai zenei hagyományokban.
Mind Szalonek zenei nyelvezetének, mind elméleti elképzeléseinek felismerése még várat magára, mivel azok messze megelőzték korukat. A befogadás aktív szerepének hangsúlyozása a zene hallgatásában, illetve a hangok kifejező erejének kapcsolata az őket élő koncerteken létrehozó előadói akciókkal, olyan eszmék, melyeket igazolnak a zenekutatás jelenkori eredményei, amelyek rávilágítanak a befogadás, a cselekvés és a testi élmények kölcsönhatására.

## Fontosabb művei
- Pastorale [wersja I] na obój i fortepian (Pasztorál 1. változat, oboára és zongorára, 1952)
- Trio na flet, klarnet i fagot (Trió fuvolára, klarinétra és fagottra, 1952)
- Pastorale [wersja II] na obój i orkiestrę (Pasztorál, 2. változat, oboára és zenekarra, 1952-65)
- Nokturn na baryton, orkiestrę smyczkową i harfę (Noktürn bariton szólóra, vonószenekarra és hárfára, 1953)
- Dzwon, ballada na 2 chóry chłopięce lub mieszane (A harang, ballada két fiúkórusra vagy vegyes karra, 1953)
- Toccata polyphonica na orkiestrę smyczkową (Polifonikus toccata vonószenekarra, 1954)
- Suita kurpiowska na alt i 9 instrumentów (Kurpiai[12] szvit altra és 9 hangszerre, 1955)
- Suita polifoniczna na orkiestrę smyczkową (Polifonikus szvit vonószenekarra, 1955)
- Satyra symfoniczna na orkiestrę (Szimfonikus szatíra zenekarra, 1956)
- Sonata na wiolonczelę i fortepian (Szonáta csellóa és zongorára,1958)
- Wyznania, tryptyk na głos recytujący, chór mieszany i orkiestrę kameralną (Hitvallások, triptichon recitáló hangra, vegyes karra és kamarazenekarra, 1959)
- Concertino per flauto e orchestra da camera (Concertino fuvolára és kamarazenekarra, 1962)
- Arabeski na skrzypce i fortepian (Arabeszkek hegedűre és zongorára, 1964)
- Les sons na zespół symfoniczny (A fiúk, szimfonikus együttesre, 1965)
- Mutazioni na orkiestrę kameralną (Átváltozások, kamarazenekarra, 1966)
- Quattro monologhi per oboe solo (Négy monológ szóló oboára, 1966)[13]
- Proporzioni I per flauto, viola e arpa (Arányok I. fuvolára, brácsára és hárfára, 1967)
- Proporzioni II per flauto, violoncello e pianoforte (arpa) (Arányok II. fuvolára, csellóra és zongorára/hárfára, 1967-1970)
- Mutanza per pianoforte (Változás és mozgás,[14] zongorára, 1968)
- Improvisations sonoristiques per clarinetto, trombone, violoncello e pianoforte (Szonorikus[3] improvizációk, klarinétra, harsonára, csellóra és zongorára, 1968)
- 1 + 1 + 1 + 1 na 1-4 instrumentów smyczkowych (1 + 1 + 1 + 1, 1-4 húros hangszerre, 1969)[15]
- Ziemio miła... kantata na głos i orkiestrę (Drága föld…, kantáta énekhangra és zenekarra, 1969)
- Aarhus Music na kwintet dęty (Aarhusi muzsika fúvós kvintettre, 1970)
- Concerto for Strings (Concerto vonósokra, 1971-1975)
- Trzy szkice na harfę (Három vázlat hárfára, 1972)[16]

A B-A-C-H kereszt. Az egyetlen kottafej a zenei kulcsok szerint olvasva a híres B-A-C-H motívumot adja ki.

- Connections for chamber ensemble (Összefüggések, kamarazenekarra, 1972)
- Proporzioni III per violino, violoncello e pianoforte (arpa) (Arányok III., hegedűre, csellóra és zongorára/hárfára, 1977)
- Musica concertante per violbasso e orchestra (Musica concertante nagybőgőre és zenekarra, 1977)
- Piernikiana per tuba (Piernikiana,[17] tubára, 1977)
- Trio per oboe, clarinetto e fagotto (Trió oboára, klarinétra és fagottra, 1978)
- Mała symfonia B-A-C-H na fortepian i orkiestrę symfoniczną (Kis B-A-C-H szimfónia zongorára és szimfonikus zenekarra, 1979-1981)
- Take the Game... dla 6 perkusistów (1981)
- Alice's Unknown Adventures in the Fairy Land of Percussion dla jednego perkusisty (Alice ismeretlen kalandjai az ütőhangszerek Tündérországában,[18] egy ütőhangszeresre, 1981)
- D. P. 's Five Ghoulish Dreams na saksofon altowy solo (D.P. öt hátborzongató álma, Altszaxofonra, 1985)
- Inside? - Outside? na klarnet basowy i kwartet smyczkowy (Belül? - Kívül?, basszusklarinétra és vonósnégyesre, 1987)
- Toccata e corale [wersja I] na organy (Toccata és korál, 1. változat, orgonára, 1988)
- Elegia na śmierć przyjaciela na klarnet i fortepian (Elégia egy barát halálára, klarinétra és zongorára, 1989)
- Toccata e corale [wersja II] na fortepian (Toccata és korál, 2. változat, zongorára, 1990)
- Symfonia rytuałów na kwartet smyczkowy (Rituális szimfónia vonósnégyesre, 1991-96)
- Głowa meduzy I na 1-3 flety proste (A Medúza feje 1., furulyára, 1992)
- Invocationi per due chitarre (invokációk két gitárra, 1992)
- Głowa meduzy II na 1-3 flety in C (A Medúza feje II., 1-3 c-fuvolára, 1993)
- Dyptyk I na chór mieszany (Diptichon I., vegyes karra, 1993)
- Dyptyk II na 16 saksofonów (Diptichon II., 16 szaxofonra, 1993)
- Sept epigrammes modernes według G. Hoffnunga na kwartet saksofonowy (Hét modern epigramma G. Hoffnung módján, szaxofon kvartettre, 1994)
- Tres Hymni Ad Honorem Domini Sancti Joanni Nepomuceni na chór mieszany a capella (Három himnusz Nepomuki Szent János tiszteletére, a cappella vegyes karra, 1995)
- Trzy preludia na fortepian (Három prelúdium zongorára, 1996)
- Suita zakopiańska na ustnik stroikowy (Zakopanei szvit, nádnyelves hangszerre, 1996)
- Meduzy sen o pegazie I na róg i flet prosty (Medúza álma Pegazusról I., kürtre és furulyára, 1997)
- Meduzy sen o pegazie II na róg i flet in C (Medúza álma Pegazusról II., kürtre és c-fuvolára, 1997)
- Miserere na 12-głosowy mieszany chór solistów (Miserere,[19] 12 szólamú vegyes karra, 1997)
- Chaconne-Fantaisie na skrzypce solo (Chaconne-fantázia, hegedűszólóra, 1997)

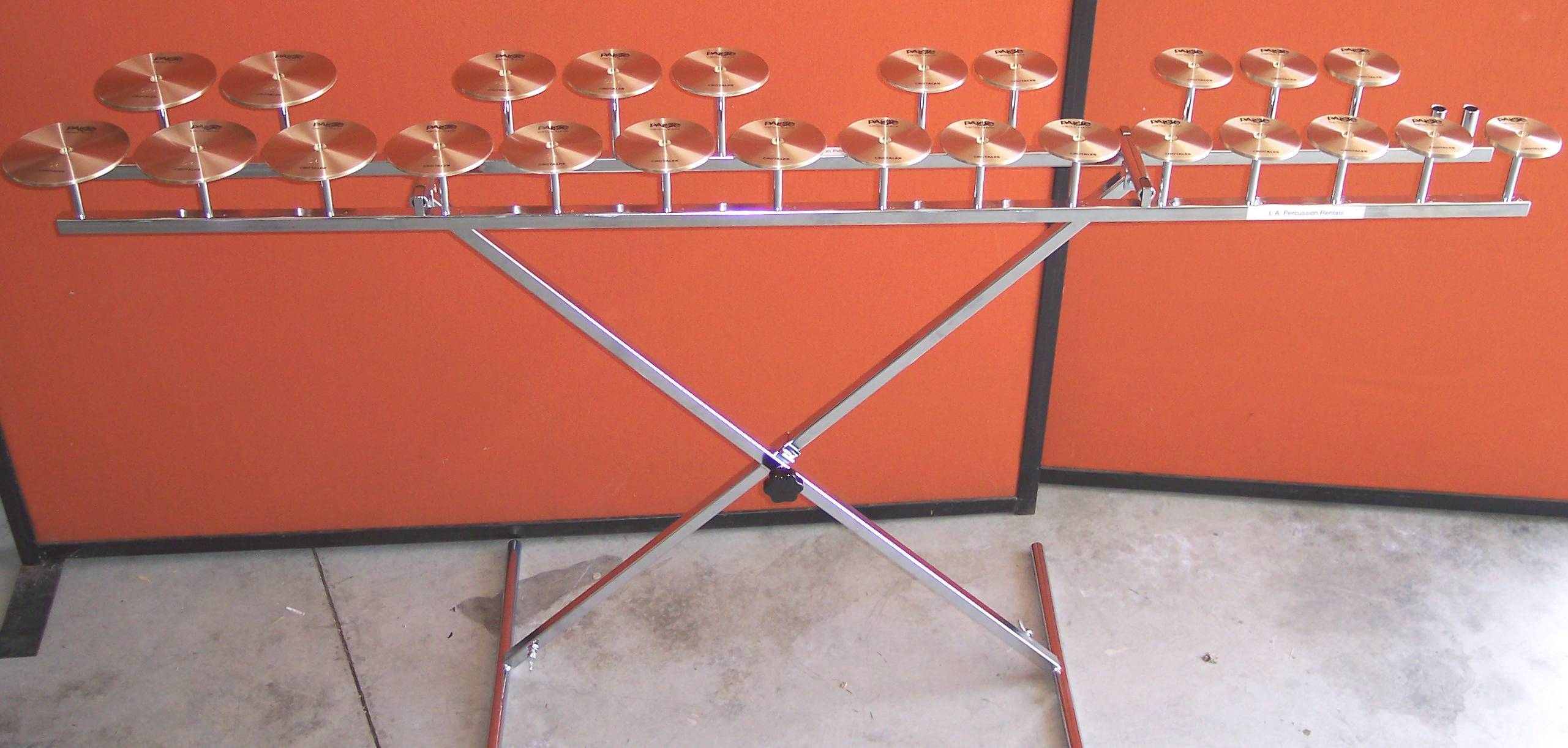
Modern crotales, Paiste-gyártmány

- Bagattellae di Dahlem II per flauto e pianoforte (Dahlemi bagatellek, fuvolára és zongorára, 1998)
- Oberek nr 1 na gitarę (1. oberek gitárra, 1998)
- Drei Liebeslieder na baryton i fortepian (Három szerelmes dal baritonra és zongorára, 1998)
- Hautbois mon amour na obój solo, 2 harfy, kotły i orkiestrę smyczkową (Oboa, szerelmem – oboa szólóra, két hárfára, üstdobra és vonószenekarra, 1999)
- Posejdon i meduza na 2 flety piccolo, flet altowy, krotale i flet basowy (Poszeidón és Medúza, piccolóra, altfuvolára, crotalesre[20] és basszusfuvolára, 2001)